# Église Santa Maria del Buon Consiglio
Pour les articles homonymes, voir Église Santa Maria del Buon Consiglio (homonymie).
Ne doit pas être confondu avec Église Santa Maria del Buon Consiglio a Porta Furba.
L'église Santa Maria del Buon Consiglio (en français : Sainte-Marie-du-Bon-Conseil) est une église romaine située dans le rione de Monti l'angle de la via del Buon Consiglio et de la via del Cardello.

## Historique
Les origines de l'église remontent au XIIe siècle (indiqué par l'épigraphe de sa consacration par le pape Pascal II en 1113) avec la construction du premier édifice dénommé San Pantaleo ai Tre Forni puis à partir de 1587 renommé en San Biagio ai Monti après la destruction d'une église voisine homonyme (l'ancienne église San Biagio de Mercato). Jusqu'en 1635, elle est allouée aux moines de l'abbaye Sainte Marie de Grottaferrata.
Après une période d'un siècle durant laquelle elle est utilisée par le clergé séculier, l'église prend son nom actuel en 1748 lorsque Benoît XIV la concède à l'archiconfraternité della Beata Vergine del Buon Consiglio (devenue par la suite Maria Santissima del Buon Consiglio) qui la possède depuis.